# Emilie V. Clarksonová
Emilie Vallete Clarksonová (nepřechýleně Emilie Vallete Clarkson; 31. ledna 1863 – 13. prosince 1946) byla americká fotografka.

## Životopis
Clarksonová se narodila 31. ledna 1863 v Potsdamu ve státě New York. Navštěvovala Chautauqua School of Photography, kterou absolvovala v roce 1890.
Clarksonová byla členkou společností Society of Amateur Photographers of New York a Camera Club of New York. Její fotografie se objevily v publikacích American Annual of Photography, American Amateur Photographer a Photographic Times. Alfred Stieglitz zařadil její práci do časopisu Camera Notes.
V roce 1901 byla práce Clarksonové zařazena na Mezinárodní výstavu v Glasgow. Krátce poté se provdala za Williama Moora a přestala svá díla vystavovat. 
Clarksonová zemřela 13. prosince 1946 ve věku 83 let v Postupimi.  Její rozsáhlá sbírka diapozitivů byla darována Univerzitě svatého Vavřince. 
Její díla jsou zastoupena ve sbírkách Chicagského uměleckého institutu, Metropolitního muzea umění, Minneapolisského institutu umění, Muzea moderního umění, Muzea umění Nelsona-Atkinse a sbírky fotografií Newyorské veřejné knihovny.

## Galerie

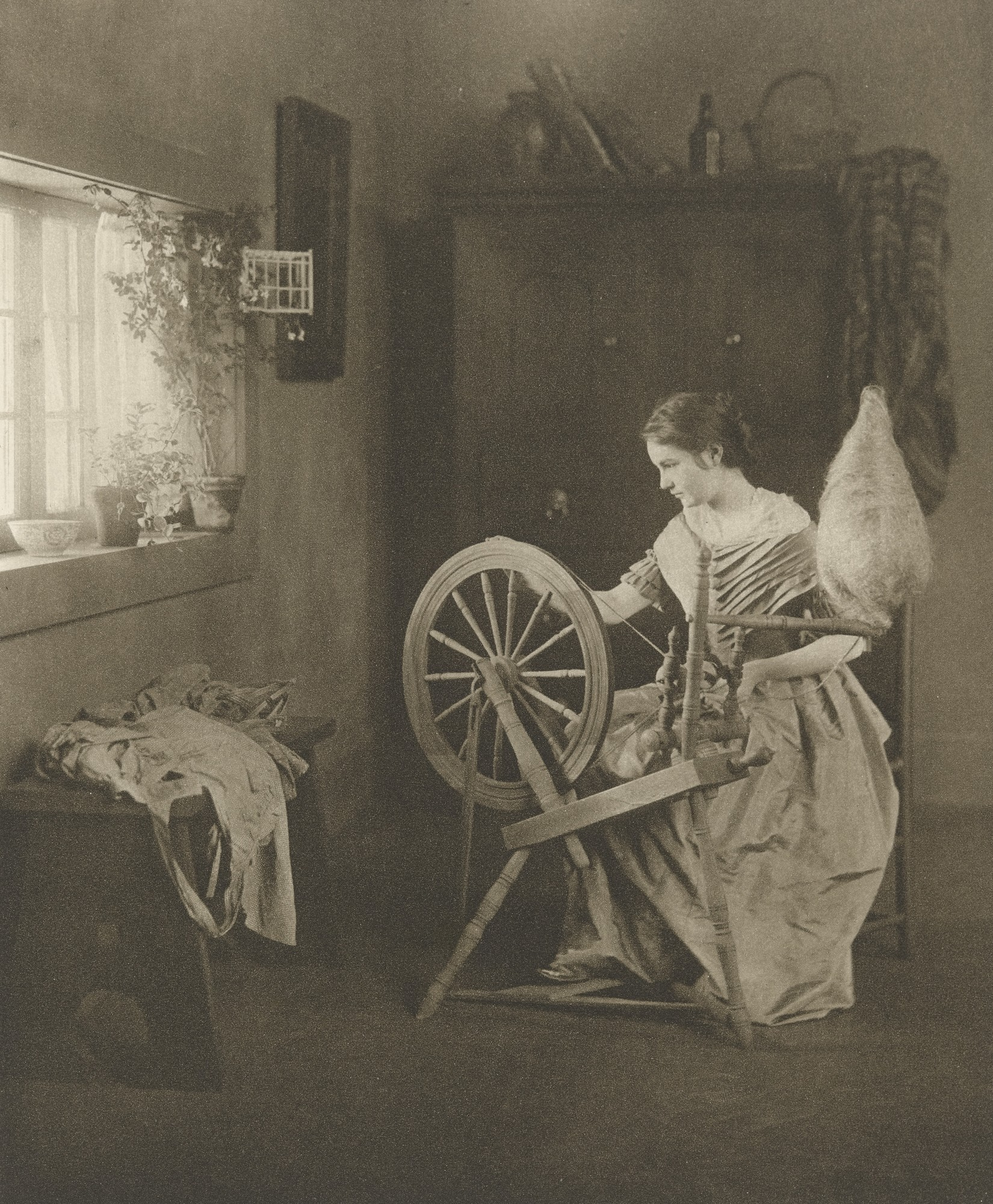
Předení, 1901
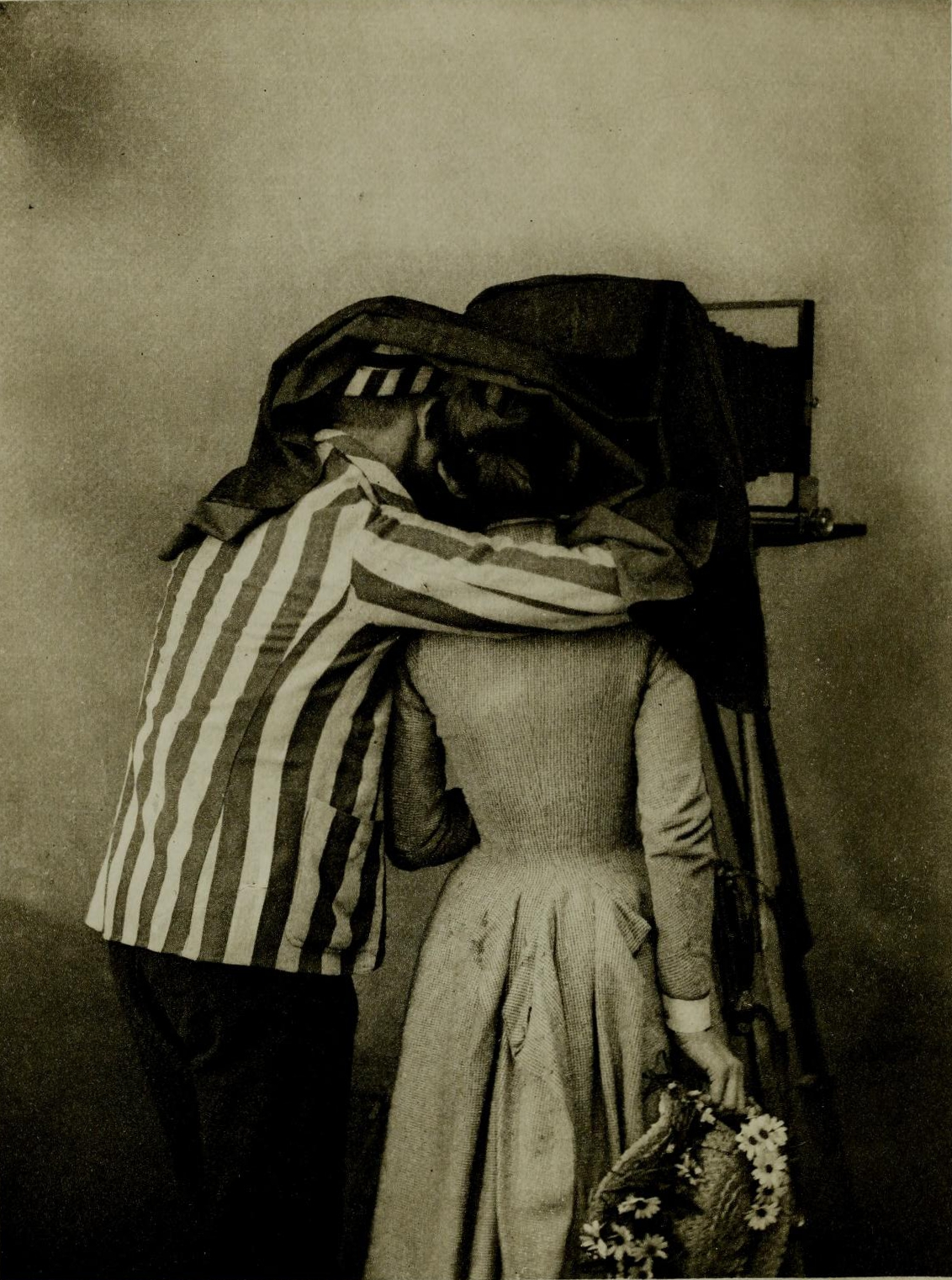
Zaostřování, 1893
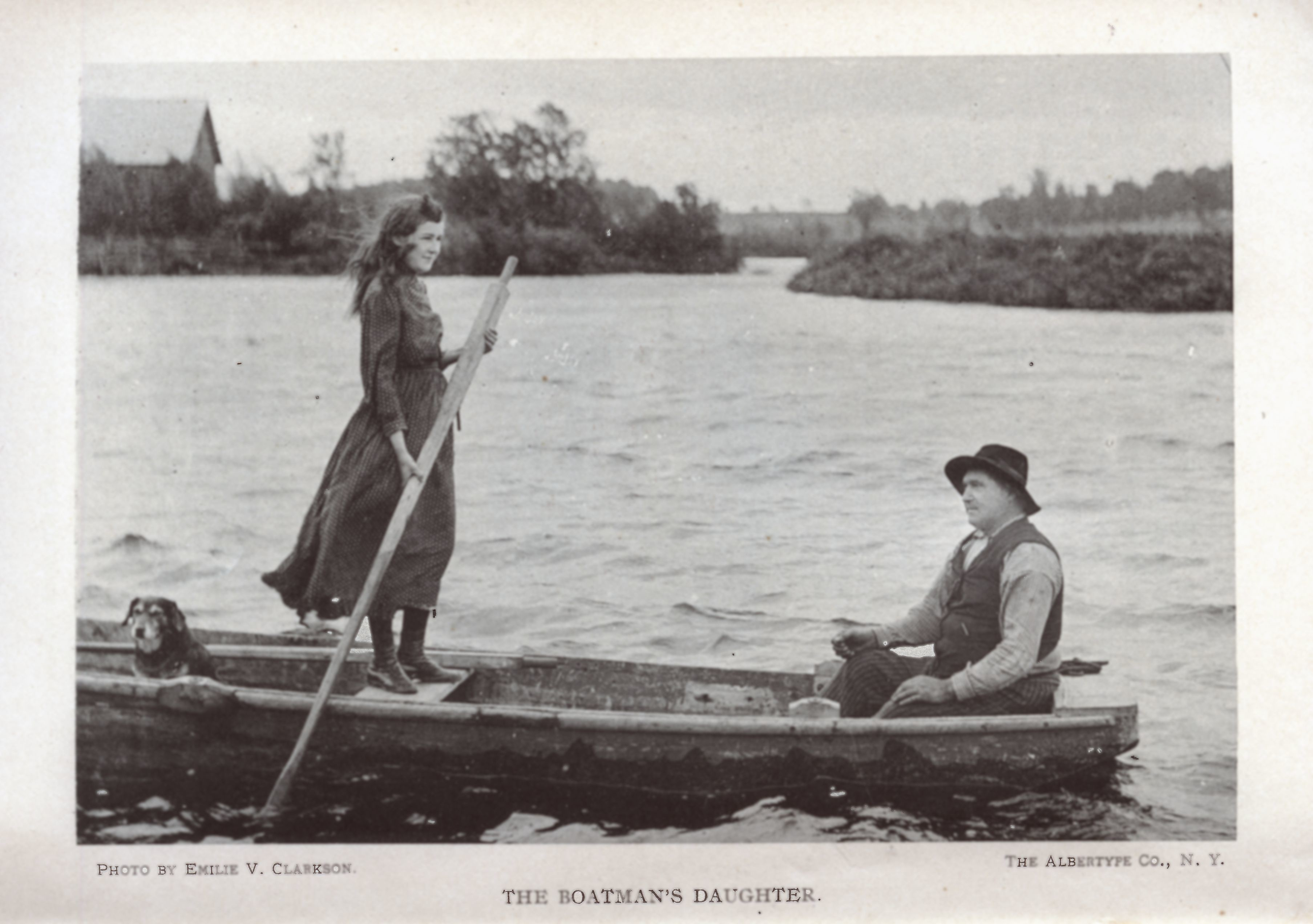
Dcera převozníka, 1895